# 新界區專線小巴20M線
新界區專線小巴20M線是香港一條來往鳳園至大埔中心的專線小巴路線。
本路線是全港首條，亦是唯一一條不能接駁港鐵的M字尾路線。

## 歷史
位於鳳園的新落成屋苑「嵐山」於2015年獲准開辦香港居民巴士NR533線，同時九龍巴士72C線和新界區專線小巴20P線亦服務該屋苑。大埔中心巴士總站是大埔區內往返市區巴士路線之總匯，而上述三線之中只有72C線途經該站，惟該路線只在早上繁忙時間開出一班，其餘時候居民需乘20P線在新興花園下車，然後步行約十分鐘前往總站轉車，居民深感不便。
因此嵐山居民於2015年8月透過物業管理公司要求運輸署批准將NR533線提升至每日全日行走，並要求特別許可該路線停靠汀角路近大元邨及大埔中心的巴士站，以補充專營巴士與專線小巴未能提供之服務。
然而，嵐山管理公司的計劃遭專線小巴20P線的營辦商大埔專線小巴有限公司（即進智公交）知悉，進智遂以往返鳳園和大埔中心的乘客需求有所上升，特別是繁忙時段往返大埔中心轉乘巴士往返市區的需求顯著，乘客希望該公司加強服務為由，搶先向運輸署申請以20P線輔助服務的形式增辦20M線，循環往返鳳園及大埔中心。
運輸署在2015年12月初諮詢地區人士有關增設此路線的建議；其後進智公交獲准於2016年3月20日起開設20M線。考慮到有嵐山居民認為此路線車費過高，營辦商於此路線開辦首三個月提供$0.6車費折扣，優惠後來延長至同年年底。
同年8月28日，此路線服務時間延長至23:00（大埔中心開，鳳園開22:50），並加密原有服務時段之班次至8-10分鐘一班。

## 服務時間及班次
本線在非公眾假期的星期一至六的營運時間是早上7時至深夜11時，而星期日及公眾假期的營運時間則為上午9時至深夜11時。
在星期一至六上午繁忙時間（至上午9時），本線之班次為8分鐘一班，而在每日上午9時後至下午9時半前之班次維持於10分鐘一班，每日下午9時半後之班次則為20分鐘一班。

## 行車路線

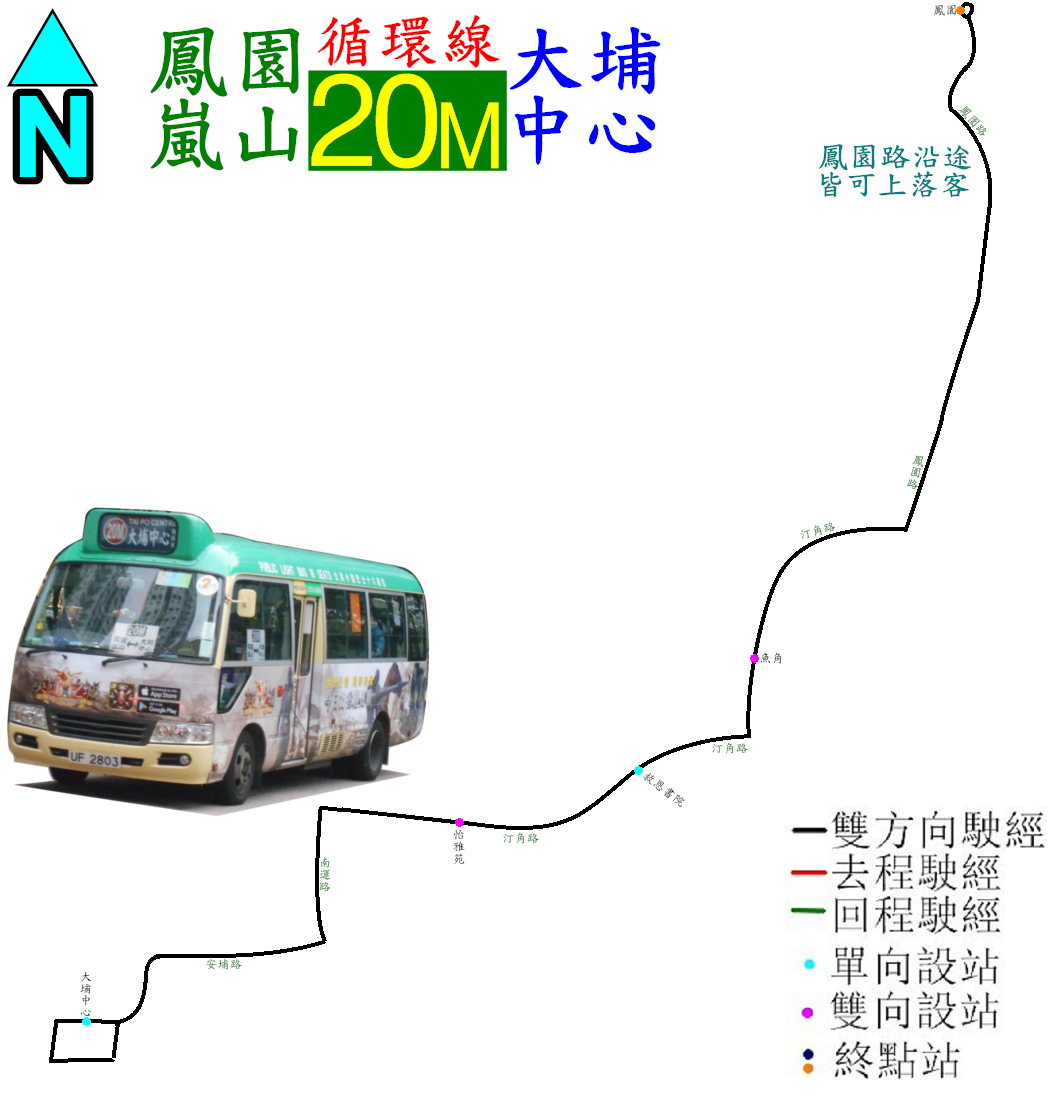
20M線的走線圖

- 鳳園開途經：鳳園通道、鳳園路、汀角路、南運路、安埔路、大埔中心巴士總站、安埔路、南運路、汀角路、鳳園路及鳳園通道。[2]

## 使用狀況
在此線投入服務前，鳳園路居民需依賴九龍巴士72C線前往大埔中心巴士總站；即使該處原屬巴士專線而應不容許小巴駛入，進智公交以「乘客希望營辦商加強服務改善有關情況」（查嵐山居民是要求邨巴而非小巴加強服務）為由，申請於該站內設站的20M線（即此線），更獲運輸署批准營辦。
此線投入服務後，因價錢較巴士便宜（此路線車費為$5.5，而72C收$5.8），於繁忙時間擁有不俗客量。但是不少人認為進智此舉乃是為完全掠奪九巴於鳳園的客源，不讓九巴在當地有立足之地。九巴最終被逼變陣，將72C線提早由船灣開出，以另覓鳳園谷以外之客源。